# Георгије
Георгије је мушко име грчког порекла, од грчког Γεωργός што значи „онај који обрађује земљу” односно „земљорадник”. Долази од речи гео (грч.  []), што значи „земља” и ерго (грч.  []), што значи „радити”.
Појављује се у разним народима и језицима, првобитно као Георгиос (грч.  [], хеб. גאורגיוס []) и Гиоргос (грч.  []). На тој основи, настала су и имена Георгије (цсл. Георгије), Георгиј (рус. Георгий []) и Георги (буг. Георги []). Код Италијана је добио облик Ђорђо (итал. Giorgio). Енглеска варијанта овог имена је Џорџ (енгл. George), немачка Георг (нем. Georg), шпанска Хорхе (шпан. Jorge).

## Варијације имена
- код Срба[1]: Ђока, Ђокица, Ђоко, Ђоле, Ђорђе, Ђорђије, Ђорђо, Ђуза, Ђуја, Ђура, Ђурађ, Ђурашин, Ђуран, Ђурђе, Ђурђија, Ђурица и Ђуро, некада и Јурај (Юрай, облик Јурај потиче из старијег језика).
- код Буњеваца, Шокаца и Хрвата: Јурај, Јуре, Јуро, Јура, Јурица, Ђуро, Ђурица

## Историјат
Георгије је било споредно име грчког бога Зевса који је, према предању, покровитељ земљорадње, уметничких и занатских делатности.
Свети Георгије је један од највише слављених у православној и католичкој цркви. Познат је по легенди према којој убија аждају. Црква за прославља још од 494. године, 23. априла по јулијанском тј. 6. маја по грегоријанском календару. У славу Светог Георгија су подигнуте многе хришћанске цркве, православне и католичке. Током крсташких ратова је био веома поштован у Светој земљи у то време. Симбол је храбрости и витештва. Данас се свети Георгије сматра за заштитника Енглеске. Веома је честа крсна слава код Срба. По њему носи име, и њему у част су подигнути, и манастир Ђурђеви ступови.
Име Георгије, или Џорџ, носили су многи краљеви: енглески (6), грчки (2) и председник Америке (3).

### Празник
У неким земљама се веома много придаје личном имену и обичај је да се прославља дан свеца по коме је особа добила име. Тако свака особа има два пута у току године да приређује славље у своје име: рођендан и имендан. Грци обележавају имендан за Георгија сваког 23. априла
.
Код Срба се слави два пута годишње Свети Георгије: Ђурђевдан 6. маја и Ђурђиц 16. новембра. Оба су породичне славе, међу најчешћим славама код Срба. По празнику Ђурђевдану, обзиром да је то време у које цвета, добила је назив и биљка ђурђевак (лат. Convallaria majalis), позната и као ђурђица и ђурђевац.

### Презимена
Постоје српска презимена Ђорђевић, Ђоровић, Ђурић, Ђурђевић и Ђурановић.

## Познате личности

### Грци
- Свети Георгије (275—303), римски војник и светитељ
- Георгије Сфранцес (1401—1477), дипломата на двору краља Манојла 2. Палеолога
- Ђорђе I Грчки (1845—1913), краљ Грчке 1863—1913

### Срби

#### Ђурађ
- Ђурађ Богутовић (1370–1399), родоначелник куће Петровић-Његош и племена Његуша
- Ђурађ Бранковић (1377—1456), деспот Србије (1427—1456)
- Ђурађ I Балшић (?—1372), господар Зете (1370—1379), племић из династије Балшића
- Ђурађ II Балшић (?—1403), господар Зете (1385—1403), племић из династије Балшића
- Ђурађ Кастриот Скендербег (1405—1468), племић
- Ђурађ Црнојевић (?—1514), владар Зете (1490—1496), племић из династије Црнојевића
- Ђурађ Дубровчанин
- Ђурађ Вуковић, деспот
- Ђурађ Карановић, свештеник и војвода
- Ђурађ Предојевић, народни херој
- Ђурађ Зрилић, народни херој
- Ђурађ Јакшић, политичар
- Ђурађ Трбојевић, рукометни тренер
- Ђурађ Вујчић, спортски радник
- Ђурађ Добријевић, фудбалер

#### Ђорђе
- Ђорђе Немањић, краљ и кнез у Зети
- Ђорђе Бранковић (1461—1516), деспот
- Ђорђе Кратовац (?—1515), светитељ
- Ђорђе Бранковић (1645—1711), гроф
- Ђорђе Петровић Карађорђе (1762—1817), српски вожд
- Ђорђе Балашевић (1953—2021), музичар
- Ђорђе Чаркић (2001), продуцент, текстописац, репер, трепер

#### Георгије
- Георгије Бранковић (1830—1907), архиепископ
- Георгије Острогорски (1902—1976), професор и академик
- Георгије Богић, светитељ
- Георгије — Ђура Јакшић (1832—1878), сликар, песник и писац

#### Ђурђе
- Ђурђе Бошковић

### Са енглеског говорног подручја
- Џорџ Вашингтон (1732—1799), први амерички председник (1789—1797)
- Џорџ Буш Старији (рођ. 1924), амерички председник (1989—1993)
- Џорџ Војновић (1936—2016), амерички сенатор српског порекла, сенатор државе Охајо
- Џорџ Лукас (рођ. 1944), режисер
- Џорџ Буш Млађи (рођ. 1946), амерички председник (од 2001)
- Џорџ Мајкл, музичар
- Џорџ Клуни, холивудски глумац

### Псеудоними
- Џорџ Елиот, псеудоним Мери Ен Еванс (1819—1880), енглески писац
- Џорџ Орвел, псеудоним Ерика Артура Блера (1903—1950), енглеског новинара и писца

### Остали
- Џорџ Ванкувер, истраживач